# Louis Rouffe
Louis Rouffe, (La Tour-d'Aigues, 10 de abril de 1849-Marsella, 21 de diciembre de 1885) fue un mimo francés, sucesor de Charles Deburau. Realizó gran parte de su carrera en el Alcázar de Marsella, donde la pantomima, en decadencia en el resto de Francia, aun gozaba de éxito.
Es el padre de la actriz Alida Rouffe, célebre por su participación en las películas de Marcel Pagnol.

## Biografía

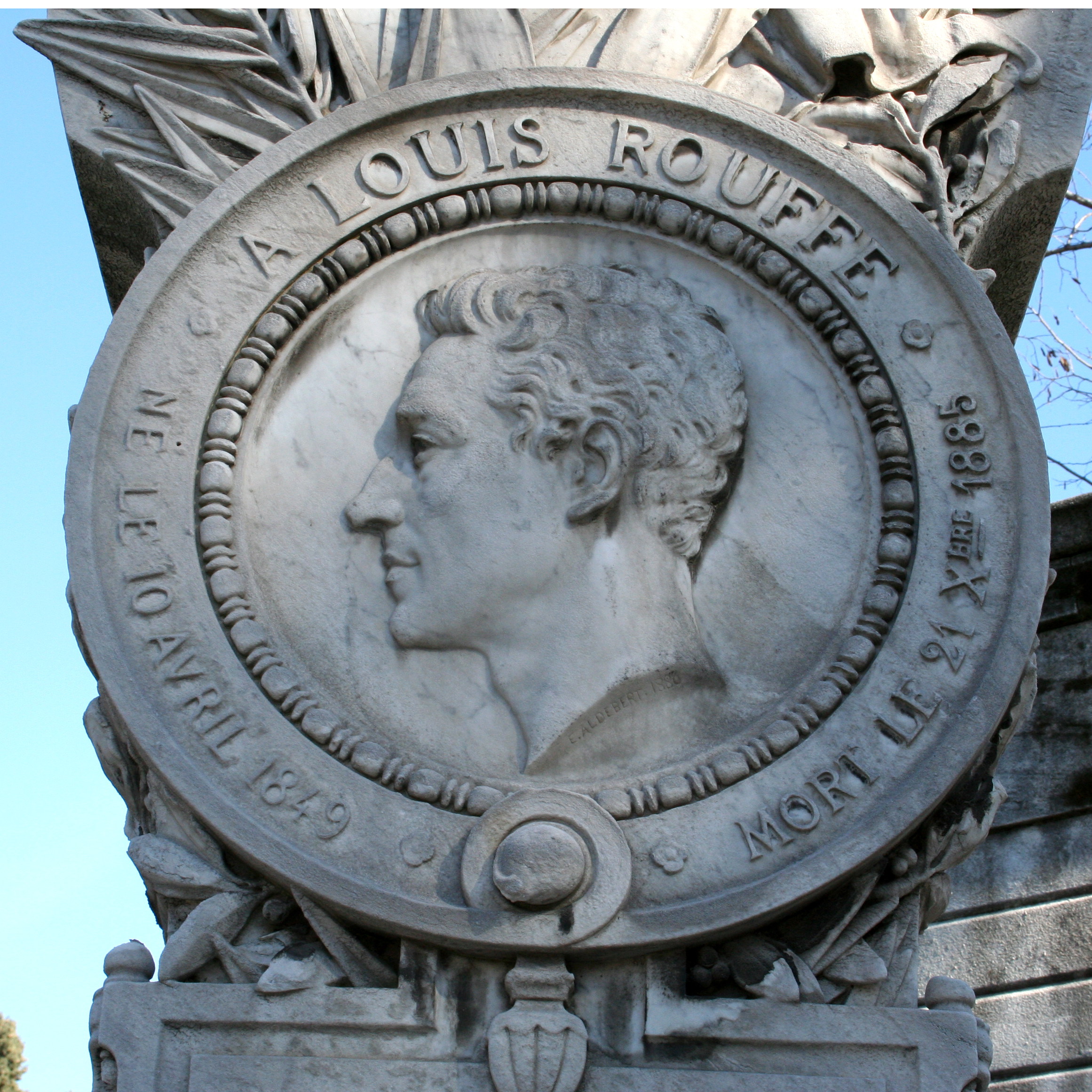
Medaillon del monumento funerario de Louis Rouffe en el Cementerio Saint-Pierre de Marsella, obra del escultor Émile Aldebert.

Louis Rouffe nació el 10 de abril de 1849 en La Tour-d'Aigues, en Vaucluse, donde sus padres, artistas ambulantes, se encontraban de paso. Estuvo confiado a una de sus hermanas en Marsella. Después de terminar sus estudios, a los diecisiete años debutó en la comedia y después en la pantomima. El director del Alcázar lo contrató en 1872 para reemplazar a Charles Deburau, que había abandonado Marsella en abril de 1871, después de tres años de éxito.
Próxima su muerte, Deburau llamó Rouffe a Burdeos para reemplazarlo al frente del Alcázar del Barrio de La Bastide. Rouffe hizo la temporada 1873-1874 y vio nacer su hija Alida en marzo de 1874, pero regresó al Alcázar de Marsella en junio de 1874.
Durante diez años, tuvo gran éxito como Pierrot, llevando a veces solo el maquillaje blanco. Era también director de la troupe, profesor y director de escena de sus espectáculos, que a veces incluían libretos de Horacio Bertin. En verano su compañía se trasladó a las ciudades del sur de Francia, entre Niza y Burdeos. La tuberculosis puso fin a su carrera, después de algunos meses de reposo en Argel, reapareció en escena para interpretar por última vez su repertorio en septiembre de 1885.
Murió el 21 de diciembre de 1885. Más de diez mil personas lo acompañaron al Cementerio Saint-Pierre. La prensa marsellesa organizó una suscripción pública para elevar un monumento, obra del arquitecto Joseph Letz, con un médaillon de Émile Aldebert.

## Influencia
Siendo la suya una figura sombría en la historia de la pantomima francesa, continúa especulándose cómo Charles Debereu participó en su formación. Disfrutó poco de la publicidad de sus predecesores parisinos, no dejó impreso nada de su trabajo ni vivió lo suficiente como para escribir sus memorias. Pero lo poco que se sabe de él sugiere un espíritu independiente, más cercano a Paul Legrand que a Charles Deburau. Según Hugounet, Rouffe estaba decidido a que "su arte no permaneciera preso en las líneas de la tradición. Se encargó de ampliarlo y hacerlo entrar en la corriente del pensamiento moderno, cumpliendo así el programa trazado por Champfleury en su libro sobre los Funambules." Hugounet continúa comentando que la obra de Rouffe fue una "respuesta elocuente aunque muda a Francisque Sarcey, quien reprochó a Legrand su deseo de expresar en pantomima lo que estaba fuera de sus ideas dominantes".  Al igual que Legrand, Rouffe a menudo se presentaba disfrazado de personaje, dejando de lado la blusa blanca y los pantalones de Pierrot, lo que le valió el epíteto l'Homme Blanc. Todo esto sugiere que, aunque Rouffe emprendió un estudio formal con Charles, había quedado más impresionado por el Legrand que había actuado en el Alcázar de Burdeos de 1864 a 1870. Y la carrera de Séverin, alumno de Rouffe, supone una traición a las tradiciones pantomímicas de Deburau en otros aspectos importantes.